# Иван Иванов (Габрово)
Вижте пояснителната страница за други личности с името Иван Иванов.
Иван Иванов Иванов е български политик и кандидат-член на ЦК на БКП.

## Биография
Роден е през 1918 г. в габровското село Велковци. Има завършен III клас. От 1933 работи като строителен работник, а от 1934 е шивашки работник в село Лесичарка. От 1936 до 1939 г. е крояч във фабрика в Габрово. Член е на РМС от 1938 г., а от 1942 г. и на БКП. След това изкарва военна служба и отново започва работа като крояч в Габрово. През 1941 г. е мобилизиран на турската граница. През май 1943 г. е арестуван и осъден на смърт. Присъдата не е изпълнена и излиза на свобода на 9 септември 1944 г. През същата година започва работа като завеждащ „Културно-просветен“ отдел на ОК на РМС в Габрово. Председател е на младежката комисия при ОК на ОФ в града (1945-март 1946), завеждащ „Културно-просветен“ отдел при ОК на ОФ и негов член (април 1946-септември 1948), член на ОК на БКП (от 1948). От септември 1948 до август 1949 г. е секретар на ОК на ОФ и член на Бюрото на ОК на БКП в Габрово. Бил е председател на Изпълнителния комитет на Окръжния народен съвет в Габрово. Между 1951 и 1954 г. учи във висша партийна школа. От 19 ноември 1966 до 2 април 1976 г. е кандидат-член на ЦК на БКП. През 1972 г. става заместник-председател на ЦК на борците против фашизма и капитализма.